# MOON (GACKTのアルバム)
『MOON』（ムーン）は、2002年6月19日に発表されたGacktの3枚目のフルアルバム。

## 概要
Gacktが発表したコンセプトアルバムで、一連のプロジェクトは「MOON Project」と呼ばれ、『MOON』と後に発表される『Crescent』と共に同じ世界観を表現し、Gacktの創作作品として構成されている。Gacktは音楽の世界だけでなく、映画『MOON CHILD』にて製作段階から携わり、この世界観を映像でも表現した。
最大のヒットシングルとなった9枚目の「ANOTHER WORLD」と、11枚目のシングル「忘れないから」の4曲（それぞれのシングルのカップリング曲含む）と、他8曲を収録（1曲目の「Noah」はインストゥルメンタル）。なお、10枚目のシングル「12月のLove song」は収録されていない。また、本作から、シングルのカップリング曲も収録されるようになった。
このアルバムには歌詞カードが収録されておらず、次作の『Crescent』に『MOON』用の歌詞カードが付いている。
Gacktのアルバムの中で、2017年現在で売り上げが最も高い作品である。

## 収録曲
| 全作詞・作曲: Gackt.C、全編曲: Gackt.C・Chachamaru。 |                               |         |            |      |
| #                                                    | タイトル                      | 作詞    | 作曲・編曲 | 時間 |
| 1.                                                   | 「Noah」(インスト曲)          | Gackt.C | Gackt.C    | 2:14 |
| 2.                                                   | 「Lu:na」                     | Gackt.C | Gackt.C    | 3:24 |
| 3.                                                   | 「wa・su・re・na・i・ka・ra」 | Gackt.C | Gackt.C    | 5:10 |
| 4.                                                   | 「Soleil」                    | Gackt.C | Gackt.C    | 3:41 |
| 5.                                                   | 「Speed Master」              | Gackt.C | Gackt.C    | 3:40 |
| 6.                                                   | 「Fragrance」                 | Gackt.C | Gackt.C    | 4:36 |
| 7.                                                   | 「death wish」                | Gackt.C | Gackt.C    | 5:52 |
| 8.                                                   | 「Doomsday」                  | Gackt.C | Gackt.C    | 4:34 |
| 9.                                                   | 「Missing」                   | Gackt.C | Gackt.C    | 4:30 |
| 10.                                                  | 「rain」                      | Gackt.C | Gackt.C    | 5:58 |
| 11.                                                  | 「ANOTHER WORLD」             | Gackt.C | Gackt.C    | 3:07 |
| 12.                                                  | 「memories」                  | Gackt.C | Gackt.C    | 6:41 |
| 合計時間:                                            | 合計時間:                     | 53:27   |            |      |

### 楽曲解説
Lu:na
後に15thシングル「Lu:na/OASIS」として別バージョンでシングルカットされた。
wa・su・re・na・i・ka・ra
11thシングルの表題曲。表記がされていないものの、アルバムバージョンでの収録。シングルの時と表記が異なり、全てローマ字表記となっている他、イントロが追加されている。アルバムツアー『Gackt Live Tour 2002 下弦の月』、『Gackt Live Tour 2003 上弦の月』では、こちらのバージョンで演奏された。
Speed Master
ベースソロが存在する曲。
2006年に行ったファンクラブ限定ツアー『GACKT TRAINING DAYS D.R.U.G. PARTY』で久し振りに演奏された。
Fragrance
9thシングルのカップリング。
death wish
後に、ベストアルバム『BEST OF THE BEST vol.1 -WILD-』にて再録バージョンで収録された。
Doomsday
11thシングルのカップリング。
Missing
後に、ベストアルバム『BEST OF THE BEST vol.1 -MILD-』にて再録バージョンで収録された。 また、『Crescent』同梱の歌詞カードと、ベストアルバム『BEST OF THE BEST vol.1 -MILD-』の歌詞カードには「Missing〜笑顔を見せて〜」と表記されている。
rain
COUNT DOWN TV出演時に、この曲をテレビで初めて演奏した。
ANOTHER WORLD
9thシングルの表題曲。本作に収録されているシングル曲の中で最も古い楽曲。
memories
アルバムツアー『Gackt Live Tour 2002 下弦の月』では、実際のライブでは演奏されながらも、唯一映像化されなかった楽曲である。

## 参加ミュージシャン
- Gackt's family
- CRAZY COOL JOE - ベース
- 寺沢功一 - ベース
- 恩田快人 - ベース
- 五十嵐公太 - ドラムス
- 弦一徹 - ヴァイオリン
- 塚本周成 - キーボード